# 孟庭葦
孟 庭葦（モン・ティンウェイ、ピンイン：Mèng Tíngweǐ、1969年12月22日 - ）は、台湾の女性歌手。本名は陳 秀玫（チン・シウメ 、ピンイン：Chen Xiumei ）。高雄市出身。「亜亜」（やや）の愛称で知られる。1991年9月のアルバム『你看你看月亮的臉』は全アジアで1,000万枚以上を売り上げ、一躍大きな注目を集め、「月亮公主（月のプリンセス）」と呼ばれた。

## 略歴
1990年、アルバム『其実我還是有些在乎』でデビュー。以来12枚のアルバム（コンピレーションや編集盤を除く）をリリースし、中国語圏でポップシンガーとして名を馳せるが、2000年にリリースしたアルバム『愛到史艶文』を以ってそれまでの活動を停止。2001年に『阿彌陀佛』という宗教音楽のアルバムをリリースするなど、仏教に傾倒した活動を行っていた。2005年、アルバム『紅花』でポップシンガーとしての活動を再開している。私生活では、2004年に国立中興高級中学同級生の張志鵬と結婚し、2007年には一児をもうけたが、2013年に離婚している。

## 作品

### レギュラー・アルバム

#### 上格唱片
- 1990年5月：《其實我還是有些在乎》
- 1990年11月：《成長》

#### 華星唱片
- 1991年9月：《你看你看月亮的臉》
- 1992年1月：《冬季到台北來看雨》

#### 上華唱片
- 1993年2月：《誰的眼淚在飛》
- 1993年11月：《風中有朵雨做的雲》
- 1994年8月：《純真年代》

#### 新力音樂 (台灣)
- 1995年3月：《真的還是假的》10曲目の「愛情, Stay」はVOICE (ユニット)の「STAY～あなたの声が聞きたい」のカバー。
- 1996年3月：《心言手語》
- 1997年3月：《第二道彩虹》
- 1998年：《孟庭葦的音樂盒》

#### 友善的狗
- 1998年11月：《戀人》4曲目の表題曲はUAのカバー。孟庭葦自身による中国語歌詞だが、一部日本語が含まれている。ジャケットは北海道で撮影されている。
- 2000年10月：《愛到史艷文》

#### 原動力
- 2001年11月：《阿彌陀佛》

#### 香海文化
- 2003年1月：《心經》

#### 科藝百代
- 2005年1月：《紅花》

#### 大熊星娯樂
- 2006年09月：《幸福感》

#### 滾石唱片
- 2009年8月：《孟庭葦的炎夏》
- 2012年12月：《太陽出來了》

### コンピレーション
- 1994 孟庭葦 鑽石金選輯(集)1990～1994上
- 1994 孟庭葦 鑽石金選輯(集)1990～1994下
- 1996 月亮説話精選輯(新曲1曲+選曲13曲)
- 1998 孟庭葦的音楽盒(新曲3曲+選曲11曲・4曲入りビデオCD付属)

### ビデオCD
- 1996 鑽石金選集1
- 1996 鑽石金選集2